# سیف بن فطیس
سیف بن فطیس (انگلیسی: Saif Bin Futtais؛ زادهٔ ۲ سپتامبر ۱۹۷۳) تیرانداز اهل امارات متحده عربی است.